# Caraïbes du Commonwealth
 (janvier 2022).
Si vous disposez d'ouvrages ou d'articles de référence ou si vous connaissez des sites web de qualité traitant du thème abordé ici, merci de compléter l'article en donnant les références utiles à sa vérifiabilité et en les liant à la section « Notes et références ».
 (janvier 2022).
La mise en forme du texte ne suit pas les recommandations de Wikipédia : il faut le « wikifier ».
Les points d'amélioration suivants sont les cas les plus fréquents. Le détail des points à revoir est peut-être précisé sur la page de discussion.
- Les titres sont pré-formatés par le logiciel. Ils ne sont ni en capitales, ni en gras.
- Le texte ne doit pas être écrit en capitales (les noms de famille non plus), ni en gras, ni en italique, ni en « petit »…
- Le gras n'est utilisé que pour surligner le titre de l'article dans l'introduction, une seule fois.
- L'italique est rarement utilisé : mots en langue étrangère, titres d'œuvres, noms de bateaux, etc.
- Les citations ne sont pas en italique mais en corps de texte normal. Elles sont entourées par des guillemets français : « et ».
- Les listes à puces sont à éviter, des paragraphes rédigés étant largement préférés. Les tableaux sont à réserver à la présentation de données structurées (résultats, etc.).
- Les appels de note de bas de page (petits chiffres en exposant, introduits par l'outil «  Source ») sont à placer entre la fin de phrase et le point final[comme ça].
- Les liens internes (vers d'autres articles de Wikipédia) sont à choisir avec parcimonie. Créez des liens vers des articles approfondissant le sujet. Les termes génériques sans rapport avec le sujet sont à éviter, ainsi que les répétitions de liens vers un même terme.
- Les liens externes sont à placer uniquement dans une section « Liens externes », à la fin de l'article. Ces liens sont à choisir avec parcimonie suivant les règles définies. Si un lien sert de source à l'article, son insertion dans le texte est à faire par les notes de bas de page.
- La présentation des références doit suivre les conventions bibliographiques. Il est recommandé d'utiliser les modèles {{Ouvrage}}, {{Chapitre}}, {{Article}}, {{Lien web}} et/ou {{Bibliographie}}. Le mode d'édition visuel peut mettre en forme automatiquement les références.
- Insérer une infobox (cadre d'informations à droite) n'est pas obligatoire pour parachever la mise en page.

Pour une aide détaillée, merci de consulter Aide:Wikification.
Si vous pensez que ces points ont été résolus, vous pouvez retirer ce bandeau et améliorer la mise en forme d'un autre article.
- Pays indépendants
- Territoires britanniques d'outre-mer
- Autres territoires anglophones
- Autres pays des Caraïbes

Les Caraïbes du Commonwealth ou le Commonwealth des Caraïbes est la région des Caraïbes avec les pays et territoires anglophones qui constituaient autrefois la partie caraïbe de l'Empire britannique et qui font maintenant partie du Commonwealth des Nations. Le terme comprend de nombreuses nations insulaires indépendantes, des territoires britanniques d'outre-mer et quelques nations continentales. Il est également connu sous le nom de Caraïbes anglophones. Ce terme est aujourd'hui utilisé de préférence à l'ancien terme « Antilles britanniques », qui était utilisé pour décrire les colonies britanniques dans les Antilles. (en particulier les îles, à l'exclusion du Belize et de la Guyane) pendant la décolonisation et après l'indépendance du Royaume-Uni. Anglo-Caribbean et British Commonwealth Caribbean sont également devenus des termes de remplacement préférés à British West Indies.

## Pays et territoires
Le Commonwealth des Caraïbes est composé de pays et de territoires, qui comprennent des îles des Caraïbes ou des parties du continent nord-américain et sud-américain entourant la mer des Caraïbes.

### Pays insulaires indépendants
Il existe dix pays insulaires indépendants au sein du Commonwealth des Caraïbes :
| Pays insulaires indépendants    |
| ------------------------------- |
| Antigua-et-Barbuda              |
| Bahamas                         |
| Barbade                         |
| Dominique                       |
| Grenade                         |
| Jamaïque                        |
| Saint-Christophe-et-Niévès      |
| Sainte-Lucie                    |
| Saint-Vincent-et-les-Grenadines |
| Trinité-et-Tobago               |

### Pays continentaux indépendants
Il existe deux pays continentaux indépendants au sein du Commonwealth des Caraïbes :
| Pays continentaux indépendants |
| ------------------------------ |
| Belize                         |
| Guyana                         |

### Territoires britanniques d'outre-mer
Le terme peut également être appliqué aux territoires britanniques d'outre-mer dans les Caraïbes, car ils sont également anglophones et le Royaume-Uni est membre du Commonwealth. Cependant, d'autres termes peuvent également être utilisés pour désigner spécifiquement ces territoires, tels que « territoires britanniques d'outre-mer dans les Caraïbes », " « territoires britanniques des Caraïbes » ou le terme plus ancien « Antilles britanniques ». Il existe 6 territoires qui sont parfois décrits comme faisant partie des Caraïbes du Commonwealth:
| Territoires britanniques d'outre-mer | Note |
| ------------------------------------ | --- |
| Anguilla                             | |
| Bermudes                             | Les Bermudes ne sont parfois pas considérées comme faisant partie des Caraïbes en raison de leur situation géographique. La nation insulaire est située dans l'océan Atlantique Nord, et non dans la mer des Caraïbes. |
| Îles Vierges britanniques            | |
| Îles Caïmans                         | |
| Montserrat                           | |
| Îles Turques-et-Caïques              | |

### Autres territoiresanglophoneshors Commonwealth

#### Porto Rico et les îles Vierges américaines
Porto Rico a l'anglais comme langue officielle (l'espagnol est sa langue de travail), et les Îles Vierges américaines sont un autre territoire anglophone des Caraïbes. Les deux territoires font partie des États-Unis, qui ne font pas partie du Commonwealth.

#### Saint-Martin
Saint-Martin, un pays constitutif du royaume des Pays-Bas, est également un territoire majoritairement anglophone des Caraïbes. Cependant, comme le Royaume des Pays-Bas, il ne fait pas partie du Commonwealth. L'anglais est la langue administrative quotidienne, la langue de communication de l'île et la première langue de la majorité (67,5 %) de la population.

## Fédération des Antilles
Entre 1958 et 1962, il existait une fédération éphémère entre plusieurs pays anglophones des Caraïbes, appelée fédération des Indes occidentales, qui regroupait toutes les nations insulaires (à l'exception des Bahamas) et les territoires (à l'exception des Bermudes et des îles Vierges britanniques). La Guyane britannique (Guyana) et le Honduras britannique (Belize) avaient un statut d'observateur au sein de la fédération.

Carte de l'ancienne fédération des Indes occidentales, dont les membres sont considérés comme faisant partie des Caraïbes du Commonwealth.

Le Commonwealth des Caraïbes constitue une équipe composite de cricket. L'Équipe des Indes occidentales de cricket comprend également la Guyane, une autre ancienne colonie britannique. Les Bermudes, les îles Vierges américaines et britanniques et les Caraïbes néerlandaises participent également à des activités sportives liées aux Caraïbes anglophones, comme le cricket Twenty20.

## Communauté des Caraïbes
Les parties anglophones des Caraïbes ont créé la Communauté des Caraïbes (CARICOM) en 1973, qui comprend actuellement tous les pays insulaires anglophones indépendants, plus le Belize, la Guyane et Montserrat, ainsi que tous les autres territoires britanniques des Caraïbes et les Bermudes en tant que membres associés. L'anglais était sa seule langue officielle jusqu'en 1995, après l'ajout du Suriname néerlandophone.

## Communautés anglophones informelles en Amérique centrale
En plus de ces pays officiellement reconnus, il existe d'importantes communautés originaires des Caraïbes du Commonwealth le long de la côte atlantique ou caribéenne de l'Amérique centrale, dans le cadre de la zone occidentale des Caraïbes. Ces communautés, qui ont commencé à se former au XVIIe siècle, comprennent des régions du Nicaragua et du Honduras qui constituaient le royaume Miskito. (qui était sous la protection de la Grande-Bretagne après 1740), la communauté Garifunas (qui a été déportée sur la côte en 1797 et a adopté l'anglais comme langue), l'archipel de San Andrés, Providencia et Santa Catalina (Colombie), et les nombreux Antillais anglophones qui ont été amenés en Amérique centrale par les compagnies de canaux (les efforts français et américains du Canal de Panama), les compagnies de chemin de fer, et en particulier les compagnies fruitières, comme la United Fruit Company après les années 1870 et surtout dans les premières décennies du XXe siècle.  Beaucoup ne se sont jamais complètement intégrés dans les communautés hispanophones dans lesquelles ils résident, comme les Caracoles du Honduras.

### Autres parties des Caraïbes
- Caraïbes américaines
- Caraïbes danoises
- Caraïbes néerlandaises
- Caraïbes françaises
- Caraïbes espagnoles
- Caraïbes suédoises